# Karakara czubata
Karakara czubata, karakara czarnobrzucha (Caracara plancus) – gatunek dużego drapieżnego ptaka z rodziny sokołowatych (Falconidae). Występuje w Ameryce Północnej i Południowej. Nie jest zagrożony wyginięciem.

## Taksonomia
Po raz pierwszy o gatunku wspomniał John Frederick Miller w 1777. Zamieścił tablicę barwną z wizerunkiem tego ptaka, oznaczoną numerem XVII, w Various subjects of Natural History. W 1796 ukazała się reedycja dzieła, Cimelia physica. Autorem opisów gatunków był George Shaw, który nadał karakarze czubatej nazwę Falco plancus. Holotyp pochodził z Ziemi Ognistej (została wspomniana jedynie jako „Tierra del Fuego”, bez wzmianki, czy były to wyspy, czy część kontynentalna). Wcześniej, w 1781 John Latham opisał tego ptaka w A general synopsis of birds. Nie nadał mu jednak nazwy naukowej, a zwyczajową, Plaintive Eagle. Latham powołał się na tablicę XVII Millera i przytoczył nazwę Falco plancus, więc część Cimelia physica zawierająca opis karakary czubatej musiała się ukazać jeszcze przed 1781.
Obecnie (2021) Międzynarodowy Komitet Ornitologiczny (IOC) umieszcza karakarę czubatą w rodzaju Caracara, wyróżnia dwa podgatunki: nominatywny i C. p. cheriway (karakara białorzytna). Karakara białorzytna od 1999 roku (niekiedy i wcześniej) była powszechnie uznawana za osobny gatunek (występuje wąski obszar hybrydyzacji obydwu tych ptaków w Brazylii). Badania filogenetyczne wykazały jednak, że pod względem genetycznym taksony te nie różnią się mocno od siebie, i że powinny być raczej traktowane jako podgatunki; propozycja połączenia ich w jeden gatunek została w 2020 roku zaakceptowana przez SACC, a później także przez inne autorytety, choć IUCN nadal traktuje je jako osobne gatunki. Za podgatunek karakary czubatej często uznawano wymarłą karakarą meksykańską (C. lutosa). Opisano też podgatunki pallidus i audubonii; IOC traktuje je jako synonimy C. p. cheriway.
Epitet gatunkowy plancus oznacza z łaciny orła. Carl Eduard Hellmayr w wydanym w 1932 tomie The birds of Chile napisał, że mieszkańcy Chile nazywają karakary czubate „Traro”.

## Morfologia
Długość ciała wynosi 51–64 cm, masa ciała 1150–1600 g (dla ptaków obydwu płci z Chile i Peru); rozpiętość skrzydeł 120–133 cm.
Wymiary szczegółowe w mm (w nawiasie podano liczbę samców i samic, jedynie skok zmierzono u 4 samców i 4 samic):
|      | Długość skrzydła | Długość ogona | Długość górnej krawędzi dzioba (od woskówki) | Długość skoku |
| ---- | ---------------- | ------------- | -------------------------------------------- | ------------- |
| 5 ♂  | 376–430          | 199–239       | 32–35                                        | 80–90         |
| 10 ♀ | 378–445          | 206–238       | 31–37                                        | 85–93         |

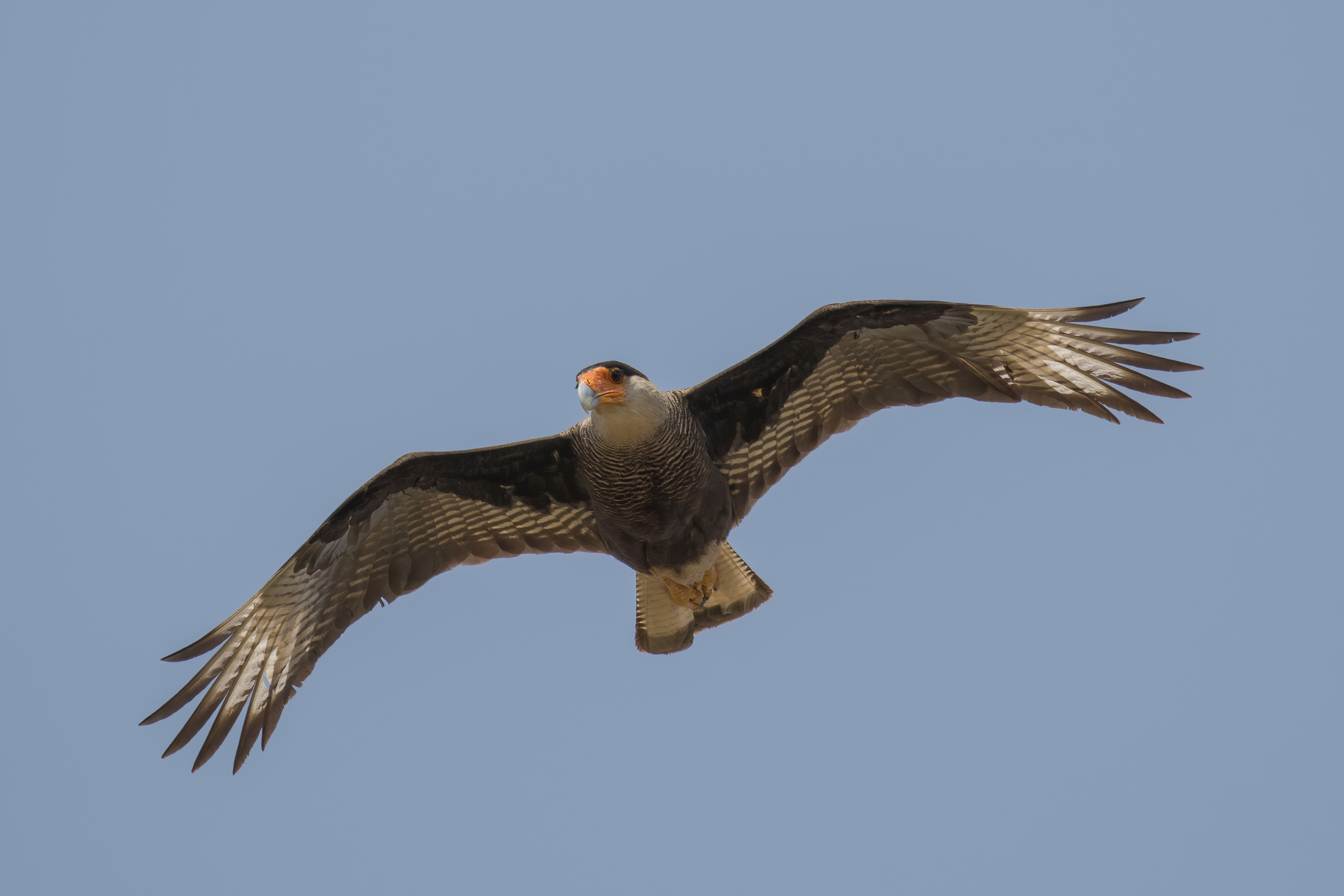
Osobnik dorosły w locie

Pod względem wyglądu karakara czubata przypomina karakarę białorzytną. Wyróżnia się delikatnym paskowaniem całego grzbietu, tyłu szyi i pokryw nadogonowych. W porównaniu do karakar białorzytnych, u czubatych paski w okolicy kloaki są drobniejsze i mają większy zasięg.

## Zasięg występowania
Karakary czubate podgatunku nominatywnego zamieszkują obszar od północnego i centralnego Peru i centralnej Boliwii na wschód po Deltę Amazonki i na południe przez Brazylię, Urugwaj, Paragwaj, Peru, Chile i Argentynę po Ziemię Ognistą. Zasiedlają również Falklandy. Badacze tacy jak Charles Darwin, odwiedzający niegdyś Falklandy, nie wspominali o tych ptakach; możliwe więc, że pojawiły się na wyspach w 2. połowie XIX wieku, wraz z przybyciem hodowców owiec.
Karakary białorzytne występują od południa USA (Floryda, Teksas, Arizona) po północną Amerykę Południową; także na Kubie, Isla de la Juventud, Arubie i Trynidadzie.

## Ekologia i zachowanie
Karakary czubate zamieszkują wszelkie otwarte tereny, w tym świetliste zadrzewienia. Często przesiadują na słupkach ogrodzeniowych, drzewach i krzewach wzdłuż dróg lub innych otwartych przestrzeni. Zwykle przebywają w parach lub pojedynczo, jednak osobniki młodociane mogą zimą tworzyć stada. W Chile karakary czubate stwierdzane były od poziomu morza do 2000 m n.p.m., a w Peru do 2500 m n.p.m. Głos karakary czubatej podobny jest do głosu karakar białorzytnych. Odzywają się różnorodnymi terkoczącymi, gdaczącymi i skrzeczącymi głosami.

### Pożywienie
Ptaki te są oportunistami. Ze zdobyczy zwierzęcej żywią się zarówno żywą zwierzyną (m.in. gekonami, wężami, ślimakami, płazami, parecznikami, dżdżownicami, prostoskrzydłymi, na Falklandach ośmiornicami; niekiedy atakują jagnięta), jak i padliną, również zwierząt potrąconych przez samochody. Ptaki obserwowane w Reserva El Bagual (prowincja Formosa) zjadały truchła pancerników, majkongów krabożernych (Cerdocyon thous), koati (Nasua nasua), kapibar, wydr, nandu, bocianów i zwierząt domowych, w tym bydła. Na Falklandach zjadają m.in. martwe pingwiny, owce i bydło. Karakary czubate wykazują zainteresowanie płonącymi (podążają za uciekającą zdobyczą) lub spalonymi już polami.
Na plażach zjadają jaja żółwie. Zdarza im się wybierać z gniazd jaja i pisklęta, m.in. warzęch, czapli, a nawet karakar jasnogłowych (Milvago chimachima). W Argentynie obserwowano karakary czubate zjadające jaja sępników pstrogłowych (Cathartes burrovianus) i kariam czerwononogich (Cariama cristata) oraz jaja i pisklęta bocianów sinodziobych (Ciconia maguari). Jedzą również pokarm roślinny – orzeszki ziemne, rośliny strączkowe, awokado i owoce palm. Niekiedy wykazują kleptopasożytnictwo i odbierają ptakom ich pokarm.

### Lęgi

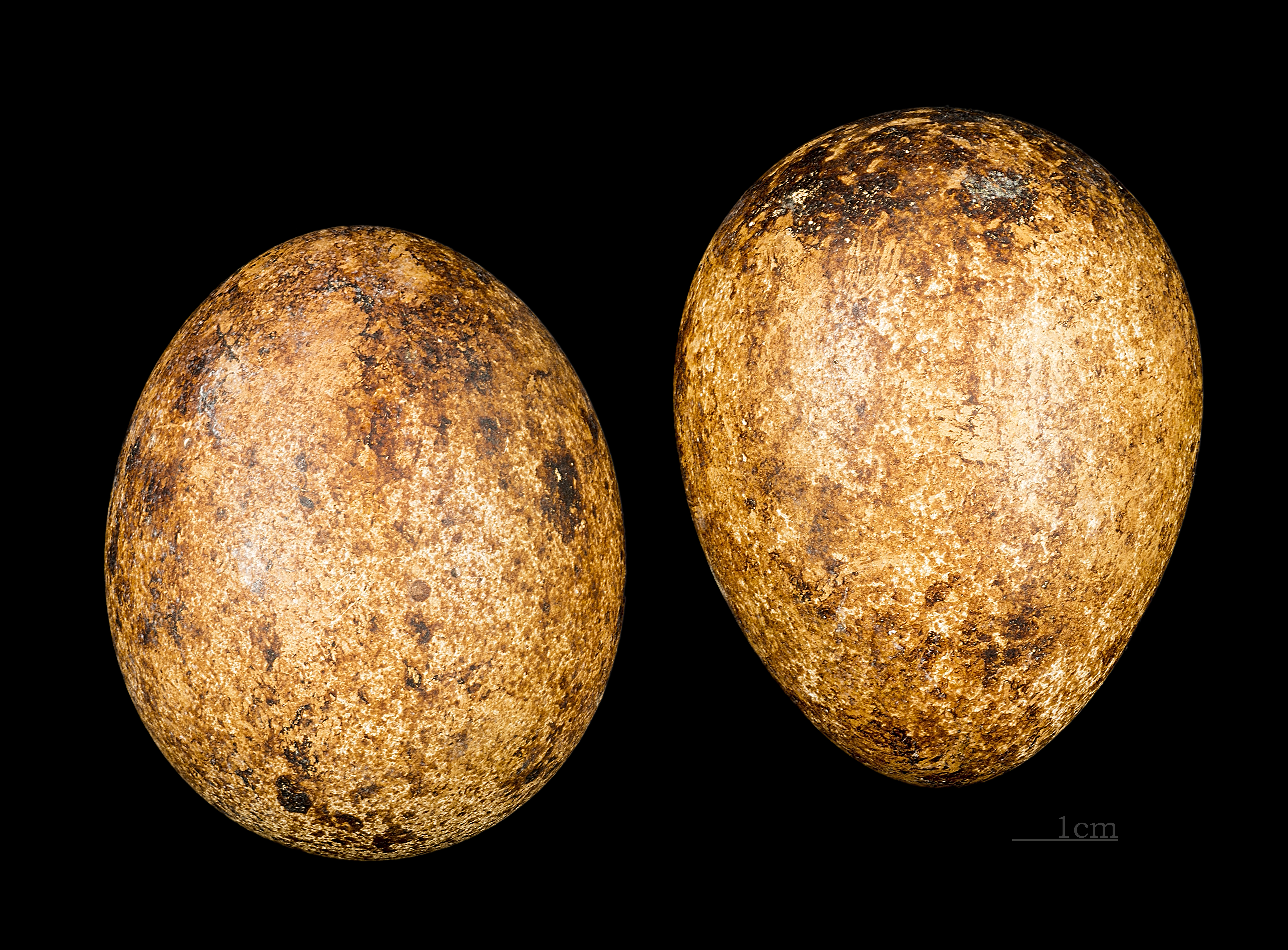
Jaja podgatunku nominatywnego z kolekcji muzealnej

Okres lęgowy w Chile zaczyna się w październiku. W Brazylii kopulujące ptaki obserwowane były jesienią między 15 kwietnia a 26 maja (Rio Grande do Sul), samicę znoszącą materiał na gniazdo obserwowano 18 sierpnia (na południe od Vacaria). W argentyńskim rezerwacie Reserva El Bagual okres lęgowy trwa od początku sierpnia do początku listopada; obserwowano również 22 sierpnia samicę siedzącą na gnieździe (prowincja Tucumán). Na Falklandach okres lęgowy trwa od końca sierpnia do października.
Karakary czubate gniazdują na krzewach i drzewach, donoszono również o gniazdach na ziemi lub klifie. W 2010 po raz pierwszy zaobserwowano (opisano 2 lata później) przypadek założenia gniazda na strukturze pochodzenia antropogenicznego. W prowincji Buenos Aires nad autostradą ptaki zbudowały gniazdo z tyłu znaku. W zniesieniu 2 lub 3 jaja. Barwa skorupki opisywana różnie, barwa tła może być kremowa (Chile, Falklandy) lub biaława po pomarańczowoczerwoną i ochrową (Argentyna, Falklandy); skorupkę pokrywają ciemnobrązowe lub czerwonobrązowe kropki. Wymiary średnie 5 jaj: 57,6 na 45 mm (Argentyna). Jedyny znany okres inkubacji to 28 dni.

## Status
IUCN uznaje karakary czubatą i białorzytną za osobne gatunki; oba te taksony zalicza do kategorii najmniejszej troski (LC, Least Concern). BirdLife International ocenia trend populacji karakary czubatej C. (p.) plancus jako wzrostowy ze względu na zwiększanie się powierzchni odpowiednich dla karakar środowisk przez wylesianie oraz intensywniejszą hodowlę bydła i owiec. Karakary czubate są ogółem pospolite, zwłaszcza w południowej części zasięgu; rzadkie są na pacyficznych wybrzeżach Peru i Falklandach. Trend liczebności karakary białorzytnej w Ameryce Północnej również jest wzrostowy.